# در ذهن من (ترانه الکس وارن و رزی)
«در ذهن من» (انگلیسی: On My Mind) ترانه‌ای از خوانندهٔ آمریکایی، الکس وارن و خوانندهٔ نیوزیلندی کره‌ای رزی است. این ترانه در ۲۷ ژوئن ۲۰۲۵ از طریق آتلانتیک رکوردز به‌عنوان سومین تک‌آهنگ از نخستین آلبوم استودیویی وارن با نام You'll Be Alright, Kid‏ (۲۰۲۵) منتشر شد.

## پیش‌زمینه و انتشار
پس از موفقیت ترانهٔ «Ordinary» که در سال ۲۰۲۵ به صدر جدول بیلبورد هات ۱۰۰ ایالات متحده رسید و همچنین انتشار قطعهٔ بعدی‌اش با نام «Bloodline» با همکاری جلی رول، الکس وارن از نخستین آلبوم استودیویی‌اش با عنوان You'll Be Alright, Kid و تاریخ انتشار آن در ۱۸ ژوئیه ۲۰۲۵ خبر داد.
در ۱۸ ژوئن، وارن با انتشار ویدئویی در تیک‌تاک که در آن با ترانه لب‌خوانی می‌کرد و متنی با مضمون «قول می‌دم نمی‌تونی حدس بزنی چه کسی در این قطعه حضور داره…» روی تصویر نقش بسته بود، سومین تک‌آهنگ آلبوم را معرفی کرد. در همین ویدئو، رزی در گوشهٔ قاب دیده می‌شد. او نیز زیر همان پست کامنت گذاشت: «کسی می‌تونه بگه این کیه؟» وارن همچنین در کپشن پست نوشت: «دیوانه‌کننده‌ست اگه همین ماه منتشرش کنیم…»، که اشاره‌ای به تاریخ احتمالی انتشار ترانه در ژوئن داشت.
در ۲۰ ژوئن، این دو هنرمند رسماً همکاری خود را در تک‌آهنگ «در ذهن من» اعلام کردند و تاریخ انتشار آن را ۲۷ ژوئن اعلام نمودند. چند روز بعد، در ۲۳ ژوئن، رزی ویدئوی دیگری در تیک‌تاک منتشر کرد که در آن لب‌خوانی بخشی جدید از ترانه را انجام می‌داد. او در کپشن نوشت: «ببخشید @Alex Warren، ولی باید قبل از جمعه این قسمت رو بهشون می‌دادم.»

## جدول‌های موسیقی
| جدول (۲۰۲۵)                                     | بالاترین جایگاه |
| ----------------------------------------------- | --------------- |
| Argentina Anglo (دیده‌بان لاتین)                 | ۱۶              |
| استرالیا (ای‌آرآی‌ای)                             | ۹۱              |
| Bolivia Anglo Airplay (دیده‌بان لاتین)           | ۱۰              |
| کانادا (۱۰۰ تک‌آهنگ داغ کانادا)                  | ۶۰              |
| ۲۰۰ آهنگ جهانی (بیلبورد)                        | ۵۷              |
| ایرلند (آی‌آرام‌ای)                               | ۵۳              |
| تک‌آهنگ‌های داغ خارجی ژاپنی (بیلبورد ژاپن)        | ۱۲              |
| لبنان (۲۰ آهنگ برتر رسمی لبنان)                 | ۹               |
| ایرپلی لیتوانی (تاپ‌هیت)                         | ۲۸              |
| هلند (سینگل تیپ)                                | ۶               |
| تک‌آهنگ‌های داغ نیوزیلند (آرام‌ان‌زی)               | ۱۰              |
| ایرپلی رومانی (تاپ‌هیت)                          | ۵۳              |
| کره جنوبی دانلود (سرکل)                         | ۳۸              |
| تک‌آهنگ‌های بریتانیا (اوسی‌سی)                     | ۳۷              |
| بیلبورد هات ۱۰۰ ایالات متحده                    | ۶۰              |
| ۴۰ تک‌آهنگ برتر بزرگسالان ایالات متحده (بیلبورد) | ۱۸              |
| ۴۰ آهنگ برتر جریان اصلی ایالات متحده (بیلبورد)  | ۲۳              |

## تاریخچه انتشار
| منطقه        | تاریخ        | فرمت                                     | ناشر          | منابع  |
| ------------ | ------------ | ---------------------------------------- | ------------- | ------ |
| مختلف        | ۲۷ ژوئن ۲۰۲۵ | سی‌دی واینل ۷ اینچی دانلود دیجیتال استریم | آتلانتیک      | [ ۲۲ ] |
| ایتالیا      | ۲۷ ژوئن ۲۰۲۵ | رادیو ایرپلی                             | وارنر ایتالیا | [ ۲۳ ] |
| ایالات متحده | ۱ ژوئیه ۲۰۲۵ | رادیو پرطرفدار معاصر                     | آتلانتیک      | [ ۲۴ ] |